# Viola culminis
Viola culminis är en violväxtart som beskrevs av F. Fen. och Moraldo. Viola culminis ingår i släktet violer, och familjen violväxter. Inga underarter finns listade i Catalogue of Life.